# Tossal de Perestau
El Tossal de Perestau és un turó de 1.467,8 metres d'altitud del terme actual de Conca de Dalt, pertanyent a l'antic municipi de Toralla i Serradell, en territori del poble de Serradell.
Està situat en el sector nord-oest del terme municipal, a la part més alta i occidental de la Vall alta de Serradell. És al nord-est del Tallat dels Bassons, a l'esquerra del torrent del Grau, i a la dreta del barranc dels Forats. Aquest darrer barranc es forma en els contraforts septentrionals i nord-orientals del Tossal de Perestau.